# Prosotas hybrida
Prosotas hybrida är en fjärilsart som beskrevs av Lambertus Johannes Toxopeus 1929. Prosotas hybrida ingår i släktet Prosotas och familjen juvelvingar. Inga underarter finns listade i Catalogue of Life.